# Padmaïta
La padmaïta és un mineral de la classe dels sulfurs, que pertany al grup de la cobaltita. Rep el nom de la mina Srednyaya Padma (Rússia), la seva localitat tipus.

## Característiques
La padmaïta és un sulfur de fórmula química PdBiSe. Cristal·litza en el sistema isomètric. La seva duresa a l'escala de Mohs es troba entre 3 i 4.
Segons la classificació de Nickel-Strunz, la padmaïta pertany a «02.EA: Sulfurs metàl·lics, M:S = 1:2, amb Fe, Co, Ni, PGE, etc.» juntament amb els següents minerals: aurostibita, bambollaïta, cattierita, erlichmanita, fukuchilita, geversita, hauerita, insizwaïta, krutaïta, laurita, penroseïta, pirita, sperrylita, trogtalita, vaesita, villamaninita, dzharkenita, gaotaiïta, al·loclasita, costibita, ferroselita, frohbergita, glaucodot, kullerudita, marcassita, mattagamita, paracostibita, pararammelsbergita, oenita, anduoïta, clinosafflorita, löllingita, nisbita, omeiïta, paxita, rammelsbergita, safflorita, seinäjokita, arsenopirita, gudmundita, osarsita, ruarsita, cobaltita, gersdorffita, hol·lingworthita, irarsita, jol·liffeïta, krutovita, maslovita, michenerita, platarsita, testibiopal·ladita, tolovkita, ullmannita, wil·lyamita, changchengita, mayingita, hollingsworthita, kalungaïta, milotaïta, urvantsevita i reniïta.

## Formació i jaciments
Va ser descoberta a la mina Srednyaya Padma, situada dins el dipòsit d'urani i vanadi de Velikaya Guba, a la península de Zaonezhie (República de Carèlia, Rússia). També ha estat descrita al complex Coldwell, a Ontario (Canadà), i a la mina Buraco do Ouro, a Goiás (Brasil). Aquests tres indrets són els únics de tot el planeta on ha estat descrita aquesta espècie mineral.